# Coțofană americană
Coțofana americană (Pica hudsonia) este o specie de coțofană întâlnită în jumătatea vestică a Americii de Nord. Este albă și neagră, cu aripi și coadă care prezintă zone negre și nuanțe irizate de albastru și albastru-verde. S-a crezut odată că este o subspecie de Pica pica, dar a fost plasată în propria specie în anul 2000 pe baza unor studii genetice. În prezent, Pica pica este denumirea științifică a coțofenei eurasiatice.